# Cung điện Lập pháp (Peru)
Cung điện Lập pháp của Peru là trụ sở Quốc hội của Peru, nằm trên block thứ hai của Jiron Ayacucho, tại quảng trường Plaza Bolivar, Lima, thủ đô của Peru. Tòa nhà có các phòng họp của quốc hội, phòng Hemiaiclo Raúl Porras Barrenechea, the Hall of the Lost Steps, văn phòng của Chủ tịch Quốc hội, văn phòng của phó Chủ tịch, văn phòng của các Ủy ban Quốc hội khác nhau.
Tòa nhà này là nơi diễn ra các phiên họp của Quốc hội cũng như các bài phát biểu nhậm chức của Tổng thống.
Plaza Bolivar nằm phía mặt tiền tòa nhà, và Quảng trường Bolivar (Lima) nằm ở phía sau.